# John Serry Sr.
João Serry Sr. (nascido John Serrapica; 29 de janeiro de 1915 – 14 de setembro de 2003) foi um acordeonista, arranjador, compositor, organista e educador , que atuou em concertos na CBS, transmitidas nos Estados Unidos. Foi membro de várias orquestras profissionais e conjuntos de jazz por quase quarenta anos, entre as décadas de 1930 e 1960.
Como um defensor da música latino-Americana e do acordeão baixo-livre, Serry atuou como destaque de acordeão-piano no programa musical de rádio Viva América, transmitido ao vivo para a América do Sul sob o escritório de diplomacia cultural do Departamento de Estado dos EUA (Office for Inter-American Affairs) para a Voz da América durante a segunda Guerra Mundial.
Foi também um membro da Orquestra Panamericana da CBS (1940-1949), regida por Alfredo Antonini, e da Columbia Concert Orquestra (1940-1949). Várias de suas transmissões com a orquestra da CBS (1949-1960) foram inclusas no arquivo permanente da coleção do Paley Center for Media , em Nova York. Ao longo das décadas, apresentou-se com muitos maestros de orquestra e líderes de bandas de jazz, incluindo Shep Fields, Erno Rapee, Lester Lanin, Alfredo Antonini, Howard Barlow, Alexander Smallens, Archie Bleyer, André Kostelanetz, Percy Faith, Ben Selvin, Miguel Sandoval, Guy Lombardo, Los Panchos e Robert Irving.

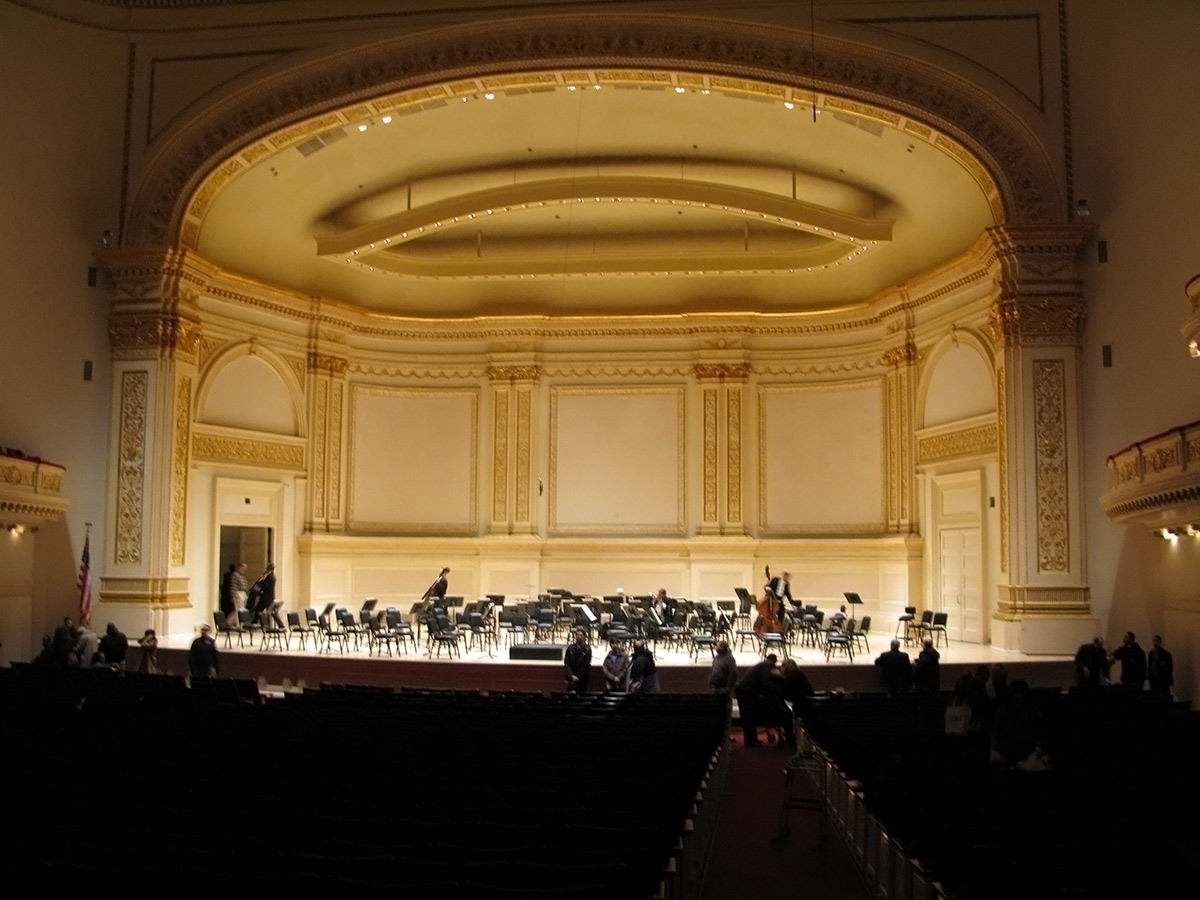
Carnegie Hall
Carnegie-hall-isaac-stern

As interpretações de Serry com orquestras "Big band", orquestras clássicas, orquestras de redes de rádio e televisão e de teatros da Broadway orquestras foram executadas diante de plateias de salas de concerto como: a Rainbow Room no Rockefeller Center (1935); Starlight Roof, no Hotel Waldorf Astoria (1936-1937); Radio City Music Hall (1935); o Palmer House em Chicago (1938); o Biltmore Hotel, em Los Angeles (1938); Carnegie Hall sob a regência de Alfredo Antonini (1946); o Plaza Hotel (1940); The Town Hall (1941-1942); o Ed Sullivan Theater (1959) para a CBS; o Empire Teatro (Nova York) (1953); 54th Street Theatre (1965); O Teatro da Broadway (1968); Imperial Theater (1968); New York State Theater no Lincoln Center (1968); e clubes sociais noturnos de Nova York como El Marrocos, El Chico e The Riviera, na década de 1930. 
Como organista, apresentou-se por mais trinta e cinco anos, durante os serviços ecumênicos na Interfaith Chapel, da Universidade de Long Island C. W. Post Campus em Brookville, Nova York. Além disso, compôs e arranjou música litúrgica ecumênica e música clássica , tanto para órgão e voz. 